# Cubero
Pour les articles homonymes, voir Cubero (homonymie).
Cubero est une census-designated place du Comté de Cibola au Nouveau-Mexique.
La population était de 289 habitants en 2010.
Les premières mentions d'occupation du site remontent à 1776, c'était à l'époque une ville de garnison espagnole.
Cubero est situé à proximité de l'U.S. Route 66.